# دیزج علیا
دیزج علیا یکی از روستاهای استان آذربایجان شرقی است که در دهستان میشاب شمالی بخش مرکزی شهرستان مرند واقع شده است